# Luxembourg au Concours Eurovision de la chanson 1970
Le Luxembourg a participé au Concours Eurovision de la chanson 1970, le 21 mars à Amsterdam. C'est la 14e participation luxembourgeoise au Concours Eurovision de la chanson.
Le pays est représenté par le chanteur David Alexandre Winter et la chanson Je suis tombé du ciel, sélectionnés en interne par Télé Luxembourg.

## Sélection interne
Le radiodiffuseur luxembourgeois, Télé Luxembourg (RTL), choisit l'artiste et la chanson en interne pour représenter le Luxembourg au Concours Eurovision de la chanson 1970.
Lors de cette sélection, c'est la chanson Je suis tombé du ciel, écrite par Eddy Marnay et interprétée par le chanteur néerlandais David Alexandre Winter qui fut choisie, accompagnée du chef d'orchestre Raymond Lefebvre.
| Ordre | Interprète             | Chanson               | Langue   |
| ----- | ---------------------- | --------------------- | -------- |
| 1     | David Alexandre Winter | Je suis tombé du ciel | Français |

## À l'Eurovision
Chaque pays a un jury de dix personnes. Chaque juré attribue un point à sa chanson préférée.

### Points attribués par le Luxembourg
| 3 points | Allemagne                   |
| 2 points | Espagne Irlande Royaume-Uni |
| 1 points | Belgique                    |

David Alexandre Winter interprète Je suis tombé du ciel en huitième position, suivant le Royaume-Uni et précédant l'Espagne .
Au terme du vote final, le Luxembourg termine 12e et dernier sur les 12 pays participants, n'ayant reçu aucun point,.